# Guerra d'indipendenza croata
La guerra di indipendenza croata fu un conflitto avvenuto tra il 1991 e il 1995 tra le forze leali al governo della Croazia, che dichiarò la propria indipendenza il 25 giugno 1991, e quelle della Repubblica Socialista Federale di Jugoslavia (SFRJ), controllata da forze militari serbe, che si opposero a tale dichiarazione. Le forze armate jugoslave cessarono ufficialmente le operazioni nel 1992. In Croazia ci si riferisce a tale conflitto principalmente come Guerra della Patria (in croato: Domovinski rat), ma anche come Grande aggressione serba (in croato: Velikosrpska agresija). I Serbi invece, per definire il conflitto utilizzano la frase: "Guerra in Croazia" (in serbo: "Rat u Hrvatskoj").
Il conflitto iniziò con degli scontri tra la polizia croata e i serbi residenti nella Repubblica Socialista di Croazia. Man mano che l'esercito jugoslavo (JNA) passò sotto l'influenza serba, avendo gran parte dei comandi situati a Belgrado, molte delle sue unità iniziano a sostenere i combattimenti dei serbi in Croazia. I croati, da parte loro, miravano a formare uno Stato sovrano indipendente dalla Jugoslavia, ma la minoranza dei serbi, sostenuta dalla Repubblica Socialista di Serbia, si oppose in armi alla secessione dalla Jugoslavia. I serbi delinearono una nuova linea di confine all'interno della Croazia, contendendo al nascente stato tutti i territori con popolazione in maggioranza serba ma anche i territori in cui era presente una significativa minoranza, tentando di conquistare quanto più territorio croato possibile. L'obiettivo principale era la creazione della cosiddetta Grande Serbia.
All'inizio della guerra, la JNA tentò di mantenere con la forza la Croazia nella Jugoslavia, cercando di occuparla integralmente. Dopo aver fallito in questo piano, le forze serbe proclamarono, all'interno della Croazia, la Repubblica Serba di Krajina (RSK) che comprendeva gran parte dei territori sul confine sud-orientale della regione. Alla fine del 1991 la maggior parte del Paese era gravemente coinvolto nel conflitto, con diverse città e villaggi pesantemente danneggiati nel corso dei combattimenti, mentre l'intera popolazione fu costretta a fronteggiare l'impatto creato da centinaia di migliaia di sfollati interni. Dopo il cessate il fuoco del gennaio 1992, e il riconoscimento internazionale della Repubblica di Croazia come stato sovrano, venne stabilita una linea del fronte di tipo fortificato in mezzo alla quale venne schierata una forza di interposizione ONU dal nome United Nations Protection Force - UNPROFOR, Forza di protezione delle Nazioni Unite, riducendo, negli anni successivi le due fazioni a combattimenti intermittenti. All'inizio di questa fase, la Repubblica Serba di Krajina si estendeva per 13 913 km² corrispondenti a più di un quarto del territorio Croato. Nel 1995, la Croazia lanciò due offensive principali dal nome Operazione Flash (Operazione Lampo) e Operazione Tempesta, offensive che avrebbero cambiato l'esito del conflitto in suo favore. La rimanente zona sotto il controllo della United Nations Transitional Authority for Eastern Slavonia, Baranja and Western Sirmium - UNTAES (Autorità provvisoria delle Nazioni Unite per la Slavonia orientale, Baranja e Sirmia occidentale) fu riannessa nel 1998 alla Croazia. La guerra terminò con una vittoria totale della Croazia, in quanto questa ottenne i risultati che aveva dichiarato di volere fin dall'inizio del conflitto: l'indipendenza e il mantenimento dei confini stabili.

## Cause del conflitto

### Il risorgere del nazionalismo in Jugoslavia
La guerra in Croazia fu il prodotto della rinascita di un diffuso nazionalismo, presente in tutte le ex regioni della Jugoslavia, ora nazioni, che negli anni ottanta condusse lentamente alla dissoluzione della Repubblica Socialista Federale di Jugoslavia. La crisi emerse nel Paese dopo l'indebolimento del Blocco orientale verso la fine della guerra fredda, dalla caduta del Muro di Berlino nel 1989. In Jugoslavia, il partito comunista nazionale, ufficialmente chiamato Lega dei Comunisti di Jugoslavia, aveva perso la sua capacità di guida ideologica.
Negli anni ottanta, i movimenti secessionisti albanesi di stanza nella Provincia Socialista Autonoma del Kosovo della Repubblica Socialista di Serbia, portarono alla repressione della maggioranza albanese residente nella ex provincia meridionale serba. Le più ricche repubbliche federate, all'epoca note come Repubblica Socialista di Slovenia e Repubblica Socialista di Croazia, tendevano al decentramento e alla democrazia. La Serbia, guidata da Slobodan Milošević, mirava invece al centralismo e al mantenimento di un solo partito politico attraverso lo strumento del Partito Comunista Jugoslavo. Milošević, in effetti, attraverso una scellerata politica volta al genocidio, pose fine all'autonomia del Kosovo e della Provincia Socialista Autonoma della Vojvodina.
Man mano che Slovenia e Croazia maturavano sempre più consapevolezza verso una maggiore autonomia nella federazione, mirando allo status di Stati confederati o addirittura indipendenti, iniziarono a lievitare sentimenti nazionalisti, soprattutto tra le file degli iscritti alla Lega dei Comunisti, ancora partito unico al potere. Quando Milošević raggiunse il vertice in Serbia, i suoi discorsi miravano a mantenere la Jugoslavia come Stato Unico i cui poteri dovevano essere concentrati a Belgrado. Nel discorso di Gazimestan del 28 giugno 1989, parlò di "battaglie e liti", affermando che, sebbene non fossero in corso scontri armati, la possibilità non poteva ancora essere esclusa. La situazione politica generale divenne più tesa nel momento in cui il futuro presidente del Partito Radicale Serbo Vojislav Šešelj, visitò gli Stati Uniti nel 1989, al quale fu in seguito conferito, da parte di Momčilo Đujić, leader cetnico della seconda guerra mondiale, il titolo onorifico di "voivoda", in italiano, duca, nel corso di una commemorazione della Battaglia del Kosovo. Anni dopo, il leader serbo di Croazia, Milan Babić testimoniò che Momčilo Đujić, negli anni 90, supportava finanziariamente i serbi in Croazia.
Nel marzo 1989, la crisi Jugoslava divenne ancora più profonda, in particolare dopo l'adozione di emendamenti alla Costituzione della Repubblica Serba che consentivano al governo di riaffermare la propria autorità sulle province autonome del Kosovo e della Vojvodina. A partire da quella data, furono adottate decisioni politiche, prese a seguito di iniziative legislative provenienti da quelle province. La Serbia, sotto la presidenza di Slobodan Milošević, acquisì il controllo su tre degli otto voti nella presidenza jugoslava; questo escamotage fu utilizzato il 16 maggio 1991, quando il parlamento serbo sostituì Riza Sapunxhiu e Nenad Bućin, rappresentanti del Kosovo e della Vojvodina con Jugoslav Kostić e Sejdo Bajramović. Il quarto voto venne fornito dalla Repubblica Socialista del Montenegro, il cui governo era sopravvissuto a un colpo di Stato nell'ottobre 1988, ma non a un secondo nel gennaio 1989. Una volta che la Serbia fu in grado di assicurarsi quattro degli otto voti della presidenza federale, fu in grado di influenzare pesantemente le decisioni prese a livello federale, in quanto le decisioni a lei sfavorevoli potevano essere bloccate; ciò rese l'organismo di governo inefficace. La situazione portò all'insorgere di obiezioni da parte delle altre repubbliche: Slovenia, Croazia, Bosnia ed Erzegovina e Macedonia, e la richiesta di riforme nell'ancora unita, Federazione Jugoslava.

### Le modifiche al sistema elettorale e alla costituzione
L'indebolimento del regime comunista, diede la possibilità ai movimenti nazionalisti di espandersi politicamente, anche all'interno della Lega dei Comunisti di Jugoslavia. Nel 1989, venne consentita in Croazia la creazione di partiti politici, tra cui la Unione Democratica Croata (in croato Hrvatska demokratska zajednica - HDZ), di ispirazione di destra con a capo Franjo Tuđman, che in seguito sarebbe diventato il primo presidente croato. Tuđman effettuò degli incontri in vari stati esteri verso la fine degli anni ottanta per raccogliere il supporto da parte degli appartenenti alla diaspora croata nei confronti della causa nazionale.
Nel gennaio del 1990, la Lega dei Comunisti si divise a causa delle differenti linee politiche presenti all'interno delle diverse repubbliche. Il 20 gennaio 1990, al XIV Congresso Straordinario della Lega dei Comunisti di Jugoslavia, le delegazioni delle repubbliche non furono in grado di trovare un accordo sul principio stesso alla base della Federazione Jugoslava. Le delegazioni croate e slovene chiedevano una federazione con legami più allentati, mentre la delegazione serba, guidata da Milošević, vi si opponeva. Come effetto, le delegazioni della Lega Comunisti Sloveni e della Lega Comunisti Croati abbandonarono il congresso.
Nel febbraio 1990, Jovan Rašković fondò a Knin, il Partito Democratico Serbo (SDS) di Croazia. Nel programma vi era l'affermazione che la "divisione regionale della Croazia è superata" e che "non corrispondeva con gli interessi della popolazione serba". Il programma sosteneva il processo di revisione dei confini regionali e municipali per riflettere la reale e autentica composizione etnica degli abitanti, affermando il diritto per i territori con una "speciale composizione etnica" a diventare autonomi. Questi concetti erano allineati alla posizione di Milošević, secondo la quale i confini interni della Jugoslavia dovevano essere ridisegnati per consentire a tutti i serbi di vivere in un'unica nazione. Membri di spicco dell'SDS erano Milan Babić e Goran Hadžić, in seguito divenuti funzionari di vertice della Repubblica Serba di Krajina (RSK). Durante i procedimenti penali che in seguito sarebbero stati avviati, Babić testimoniò che vi fu una campagna di stampa diretta da Belgrado che strumentalmente dipingeva i serbi in Croazia come minacciati di genocidio dalla maggioranza croata e che lui fu vittima della propaganda. Il 4 marzo 1990, si tenne a Petrova Gora una manifestazione alla quale parteciparono almeno 50 000 serbi. I partecipanti lanciarono accuse contro il leader croato, Tuđman, urlando lo slogan "Questa è Serbia", manifestando in supporto a Milošević.
Le prime elezioni libere in Croazia e Slovenia vennero indette pochi mesi dopo. Il primo turno elettorale in Croazia si ebbe il 22 aprile 1990 e il secondo il 6 maggio 1990. L'Unione Democratica Croata, Hrvatska demokratska zajednica (HDZ) fondò la sua campagna elettorale sia sull'ideale di una maggiore sovranità, che su una piattaforma politica, opposta a quella unitaria jugoslava, veicolando un sentimento tra i croati secondo cui "Solo l'HDZ avrebbe potuto proteggere la Croazia delle aspirazioni degli elementi serbi guidati da Slobodan Milošević che miravano alla creazione di una Grande Serbia". L'HDZ vinse le elezioni, seguita dai comunisti riformatori di Ivica Račan (Lega dei Comunisti di Croazia-Partito dei Cambiamenti Democratici, SKH-SDP; odierno il Partito Socialdemocratico di Croazia, SDP) ricevendo così l'incarico di formare un nuovo governo croato.
L'atmosfera politica in Croazia, nel 1990, divenne sempre più tesa, in particolare durante il periodo immediatamente prima le elezioni. Il 13 maggio 1990, pochi giorni dopo le elezioni, scoppiarono i primi incidenti, nel corso della partita di calcio tra la Dinamo Zagabria e la Stella Rossa di Belgrado. L'incontro non venne giocato a causa dei disordini sugli spalti tra le tifoserie delle due squadre e la polizia.
Il 30 maggio 1990, il nuovo Parlamento croato tenne la sua prima seduta. Il presidente Tuđman presentò il suo manifesto politico per una nuova costituzione, ratificata alla fine dell'anno, che avrebbe previsto diversi cambiamenti politici, economici e sociali, estendendo nuovi diritti di tutela delle minoranze, in particolare verso quelle serbe. I politici serbi locali si opposero alla nuova costituzione, in quanto ritenevano che la popolazione serba sarebbe stata minacciata. La loro prima preoccupazione era che la nuova costituzione non avrebbe da quel momento in poi definito la Croazia come uno "stato nazionale del popolo croato, uno stato del popolo serbo nella Croazia e di ogni altro popolo che vi viveva", ma come uno "stato nazionale del popolo croato e di ogni altro popolo che vi viveva". Nel 1991, i serbi rappresentavano il 12,2 % del totale della popolazione Croata, ma ricoprivano, proporzionalmente, un numero maggiore rispetto alla popolazione; infatti il 17,7 % percento dei funzionari statali in Croazia, incluso quelli di polizia, erano serbi. In precedenza la proporzione era ancora più a favore dei serbi, il che creò la percezione che i serbi fossero i custodi del regime comunista. Dopo l'ascesa al governo dell'HDZ, alcuni dei serbi impiegati nella pubblica amministrazione, specialmente nella polizia, persero il loro incarico e vennero sostituiti da croati.
In base al censimento del 1991, la percentuale di coloro i quali si dichiaravano serbi era del 12%; il 78% della popolazione si dichiarava croato. Il 22 dicembre 1990, il parlamento della Croazia ratificò la nuova costituzione che cambiò lo status dei serbi di Croazia da "nazione costitutiva" a "minoranza nazionale". Ciò fu visto dai serbi come una perdita di alcuni dei diritti a loro garantiti dalla precedente costituzione socialista, e, presumibilmente la decisione condusse sempre più serbi verso una posizione politica più estrema. Comunque, la Costituzione nel Preambolo (Principi fondamentali) definiva la Croazia come "lo stato nazionale della nazione croata, uno stato di appartenenti ad altre nazioni e minoranze che sono suoi cittadini: ai serbi... è garantita parità di diritti con i cittadini di nazionalità croata..."

### Malcontento civile e richiesta di autonomia

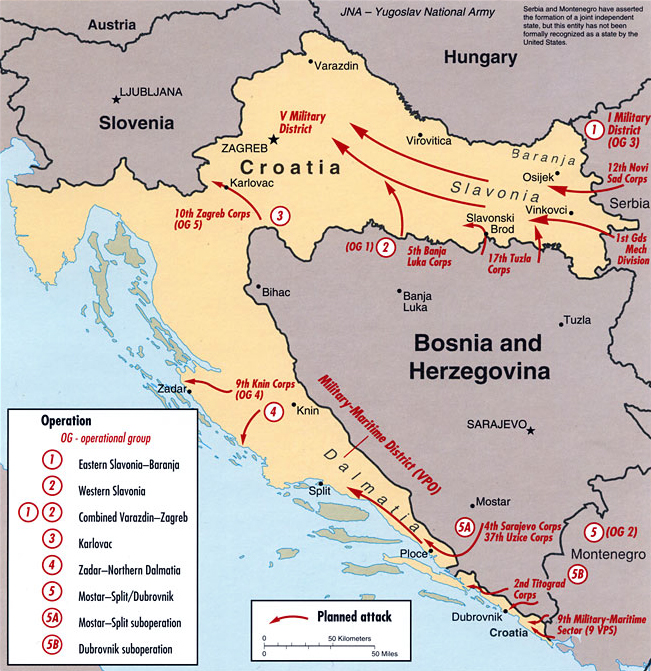
Piano del 1991 per l'offensiva strategica di invasione della Croazia da parte dell'Armata Popolare Jugoslava (JNA), come ricostruito dalla Central Intelligence Agency (CIA) statunitense.

Il 25 luglio 1990, venne costituita un'Assemblea Serba a Srb, città situata a nord di Knin, quale rappresentanza politica dei serbi di Croazia. L'Assemblea proclamò la «sovranità e autonomia del popolo serbo di Croazia». Il 21 dicembre 1990, venne proclamata la Regione Autonoma Serba di Krajina, Srpska autonomna oblast Krajina (SAO Krajina), dalle municipalità delle regioni settentrionali della Dalmazia e della Lika, nella Croazia sudoccidentale. L'articolo 1 dello statuto dalla regione autonoma della Krajina la definiva come «una forma di autonomia territoriale all'interno della Repubblica di Croazia» nella quale venivano applicate la costituzione della repubblica croata, le leggi e lo statuto della regione autonoma della Krajina.
Dopo l'elezione di Tuđman e la minaccia percepita con la nuova costituzione, i nazionalisti serbi della regione della Kninska Krajina iniziarono a compiere azioni armate contro i funzionari governativi croati. Molti furono espulsi con la forza o esclusi dalla gestione della regione autonoma. Le proprietà governative croate della regione vennero progressivamente controllate dalle municipalità del neo-costituito Consiglio Nazionale Serbo. Questo in seguito divenne il governo della secessionista Repubblica Serba di Krajina (RSK).
Nell'agosto 1990, si tenne un referendum non riconosciuto internazionalmente, mono-etnico e autogestito, nelle regioni, con una sostanziale percentuale di popolazione serba, in quelle che più tardi sarebbero diventate la Repubblica Serba di Krajina, territorio confinante con la Bosnia ed Erzegovina, circa la questione della "sovranità e autonomia" dei serbi in Croazia. Si trattò di un tentativo di contrastare i cambiamenti introdotti con la costituzione. Il governo croato cercò di impedire il referendum inviando forze di polizia nelle zone popolate da serbi allo scopo soprattutto di sequestrare armi. Tra i vari incidenti, i serbi abitanti nelle regioni meridionali della Croazia, per la maggior parte nei dintorni di Knin, bloccarono le strade ai turisti in passaggio, diretti verso le varie destinazioni della Dalmazia. Gli incidenti sono noti come la "Rivoluzione dei tronchi". Anni dopo, nel corso del processo a Milan Martić, Milan Babić avrebbe dichiarato che fu ingannato da Martić per farlo aderire alla Rivoluzione dei tronchi e che l'intera guerra in Croazia fu responsabilità di Martić e orchestrata da Belgrado. L'affermazione aveva riscontro in un'intervista a Martić pubblicata nel 1991. Babić confermò che nel luglio 1991 Milošević aveva assunto il controllo dell'esercito jugoslavo (JNA). Il governo croato rispose ai blocchi stradali inviando sul posto delle speciali unità di polizia con elicotteri, ma furono intercettati dai caccia della aeronautica militare jugoslava e obbligati a rientrare a Zagabria. I Serbi tagliarono alberi di pino o usarono bulldozer per bloccare le strade e isolare città come Knin e Benkovac, situate nei pressi della costa adriatica. Il 18 agosto 1990, il giornale serbo Večernje novosti affermò che circa "due milioni di serbi sono pronti per andare in Croazia a combattere".
Immediatamente dopo il referendum che sancì l'indipendenza della Slovenia del 23 dicembre 1990 e dopo la nuova costituzione croata, l'esercito jugoslavo annunciò che nel paese, la Jugoslavia, si sarebbe applicata una nuova dottrina militare. La dottrina precedente della "difesa popolare", nata all'epoca di Tito, in base alla quale ogni repubblica manteneva dei propri reparti della Forze di difesa territoriale, in croato Teritorijalna odbrana (TO), sarebbe da quel momento stata sostituita con un sistema di difesa controllato dal Centro della Federazione. Le repubbliche avrebbero perso il loro ruolo nel campo della difesa e le loro Forze di Difesa Territoriale (TO) sarebbero state disarmate e subordinate al quartier generale della JNA di Belgrado. Nel caso delle forze di difesa in Croazia, la cosa aveva poco significato, in quanto la JNA aveva già confiscato le armi nel maggio 1990, alla vigilia delle elezioni del parlamento croato. Venne pubblicato un ultimatum che richiedeva il disarmo e lo scioglimento delle forze militari considerate illegali dalle autorità jugoslave. Poiché il testo originale dell'ultimatum non specificava quali forze erano considerate illegali, le autorità centrali jugoslave subito specificarono che la richiesta era più precisamente diretta nei confronti delle forze armate ufficiali della Croazia. Le autorità croate si rifiutarono di obbedire all'ultimatum e l'esercito jugoslavo lo ritirò sei giorni dopo la sua pubblicazione.

## Cronologia della guerra

### 1991

#### Primi scontri armati

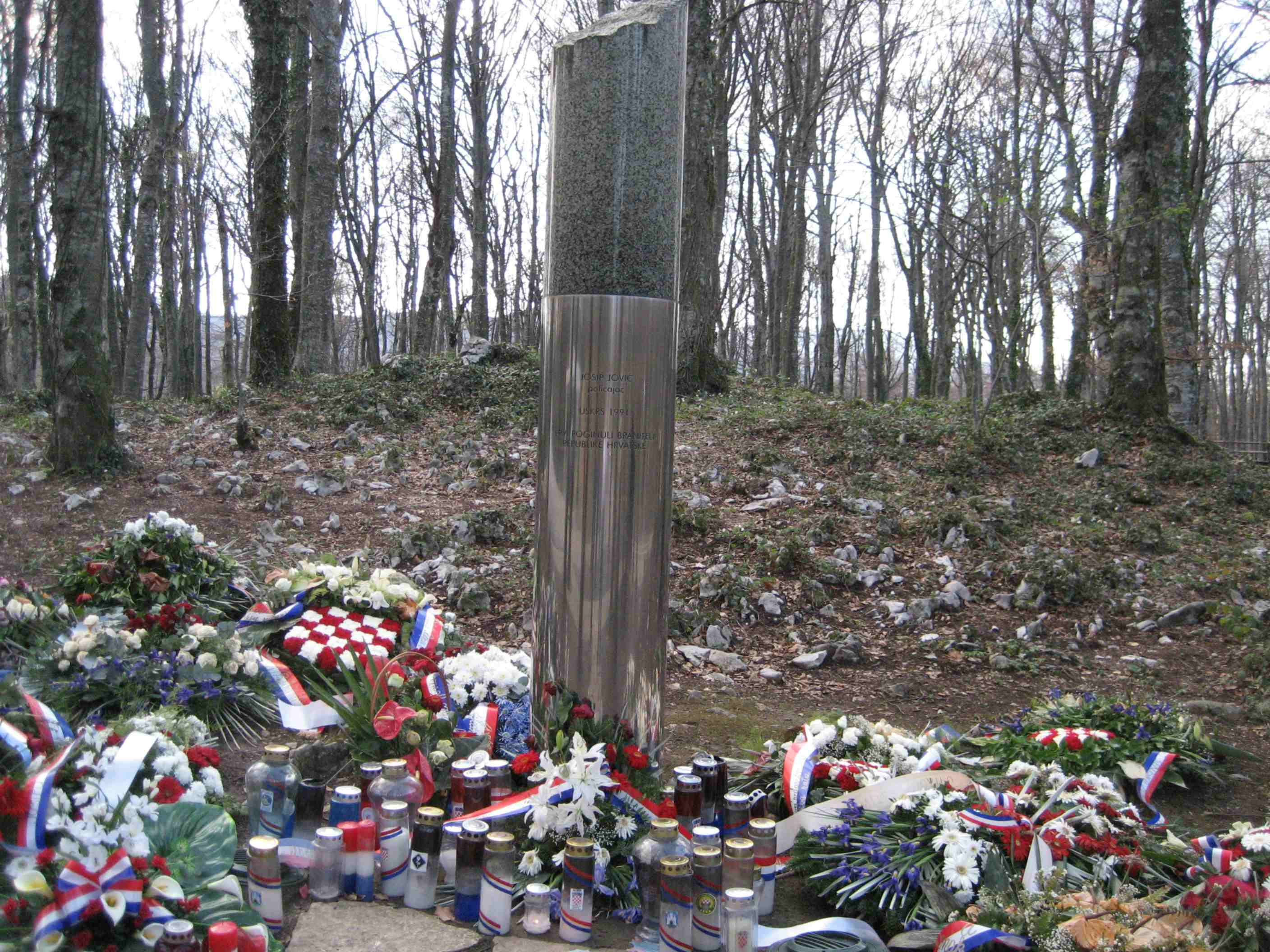
Monumento al primo croato vittima della guerra, Josip Jović, morto nel corso dell'Incidente dei Laghi di Plitvice.

L'odio etnico aumentò man mano che vari incidenti alimentarono la macchina della propaganda da entrambe le parti. Durante la sua testimonianza da dissidente presso l'ICTY, uno dei capi politici della Krajina, Milan Babić, dichiarò che i serbi iniziarono ad utilizzare la forza per primi.
I contrasti crebbero di intensità fino a diventare scontri armati nelle zone con popolazione a maggioranza serba. I serbi iniziarono una serie di attacchi alle unità di polizia croata a Pakrac, dove più di 20 persone furono uccise prima della fine di aprile. Tra l'agosto del 1990 e l'aprile 1991, furono registrati quasi 200 attentati con bombe e mine e oltre 89 attacchi alle forze di polizia croate. Josip Jović fu il primo poliziotto ucciso dalle forze serbe nel corso dell'incidente dei Laghi di Plitvice avvenuto alla fine di marzo 1991. Nell'aprile 1991, i serbi in Croazia iniziarono le attività mirate alla secessione dei territori dove abitavano. È controverso stabilire quanto queste iniziative siano state frutto di spinte locali o quanto sia stato il coinvolgimento di governo serbo guidato da Miloševic, ma ad ogni modo, venne autoproclamata la Repubblica Serba di Krajina costituita da ogni territorio croato nel quale fosse presente una significativa quantità di popolazione di origine serba. Il governo croato interpretò questa iniziativa come una ribellione.
Il Ministero degli interni croato iniziò ad armare un crescente numero di reparti speciali di polizia, in pratica costituendo un esercito vero e proprio. Il 9 aprile 1991, il presidente croato Tuđman ordinò che le forze speciali di polizia venissero rinominate Zbor Narodne Garde ("Guardia Nazionale"); questo atto segnò l'inizio della creazione di forze armate separate per la Croazia. Le unità militari appena create furono presentate al pubblico in una parata e successivo passaggio in rassegna allo Stadio Kranjčevićeva di Zagabria il 28 maggio 1991.
Il 15 maggio venne il turno di Stjepan Mesić, un croato, di ricoprire la carica di segretario a rotazione della presidenza della Jugoslavia. La Serbia, con il supporto del Kosovo, Montenegro e Vojvodina, i cui voti nell'ufficio di presidenza erano a quel tempo sotto controllo serbo, bloccarono la nomina, che comunque era da intendere principalmente come solo cerimoniale. Questa manovra politica, tecnicamente lasciò la Jugoslavia senza un capo di stato e senza un comandante in capo delle forze armate. Due giorni dopo, un nuovo tentativo di votazione fallì. Ante Marković, all'epoca primo ministro della Jugoslavia, propose la nomina di un comitato che avrebbe esercitato i poteri presidenziali. Non fu immediatamente chiaro chi dovevano essere i membri del comitato, a parte il ministro della difesa Veljko Kadijević, né tantomeno chi avrebbe recitato il ruolo di comandante in capo della JNA. La proposta fu prontamente rigettata dalla Croazia come incostituzionale. La crisi fu risolta dopo sei settimane di stallo e fu eletto presidente Stipe Mesić, il primo non-comunista a diventare capo di Stato della Jugoslavia dopo decenni. Nel frattempo, l'esercito federale, il JNA e le Forze territoriali di difesa, continuarono a essere diretti dalle autorità federali controllate da Milošević. In alcune occasioni, le forze della JNA presero le parti dei serbi in Croazia. L'organizzazione Helsinki Watch ha riportato che autorità serbe di Krajina fecero passare per le armi i serbi che manifestarono il desiderio di trovare un accordo con i funzionari croati.

#### La dichiarazione di indipendenza
Il 19 maggio 1991 le autorità croate indissero un referendum per l'indipendenza nel quale era presente l'opzione di rimanere nella Jugoslavia, ma con legami meno stretti. Le autorità serbe fecero appelli per il boicottaggio della consultazione, che furono largamente seguiti dai serbi di Croazia. Il referendum passò con il 94% dei favorevoli. La Croazia dichiarò la sua indipendenza e dissolse la sua razdruženje, l'associazione con la Jugoslavia, il 25 giugno 1991. La Commissione europea esortò le autorità croate a dichiarare una moratoria di tre mesi sulla decisione. La Croazia aderì all'invito e con gli accordi di Brioni congelò la sua dichiarazione di indipendenza per tre mesi, il che diminuì un poco le tensioni.
Nel giugno e luglio del 1991, il breve conflitto armato in Slovenia noto come guerra dei dieci giorni, si concluse rapidamente e in modo sostanzialmente pacifico, in parte grazie anche alla omogeneità etnica degli abitanti della Slovenia. Venne rivelato in seguito che Slobodan Miloševic e Borisav Jović, allora presidente della Jugoslavia, concepirono un piano per un attacco militare alla Slovenia, seguito da un ritiro. Jovic pubblicò i suoi diari contenenti l'informazione e la confermò nella sua testimonianza al processo a Miloševic davanti al Tribunale penale internazionale per l'ex-Jugoslavia (ICTY). Nel corso della guerra in Slovenia, un gran numero di soldati croati e sloveni si rifiutò di combattere e disertò dalla JNA.

#### Escalation del conflitto

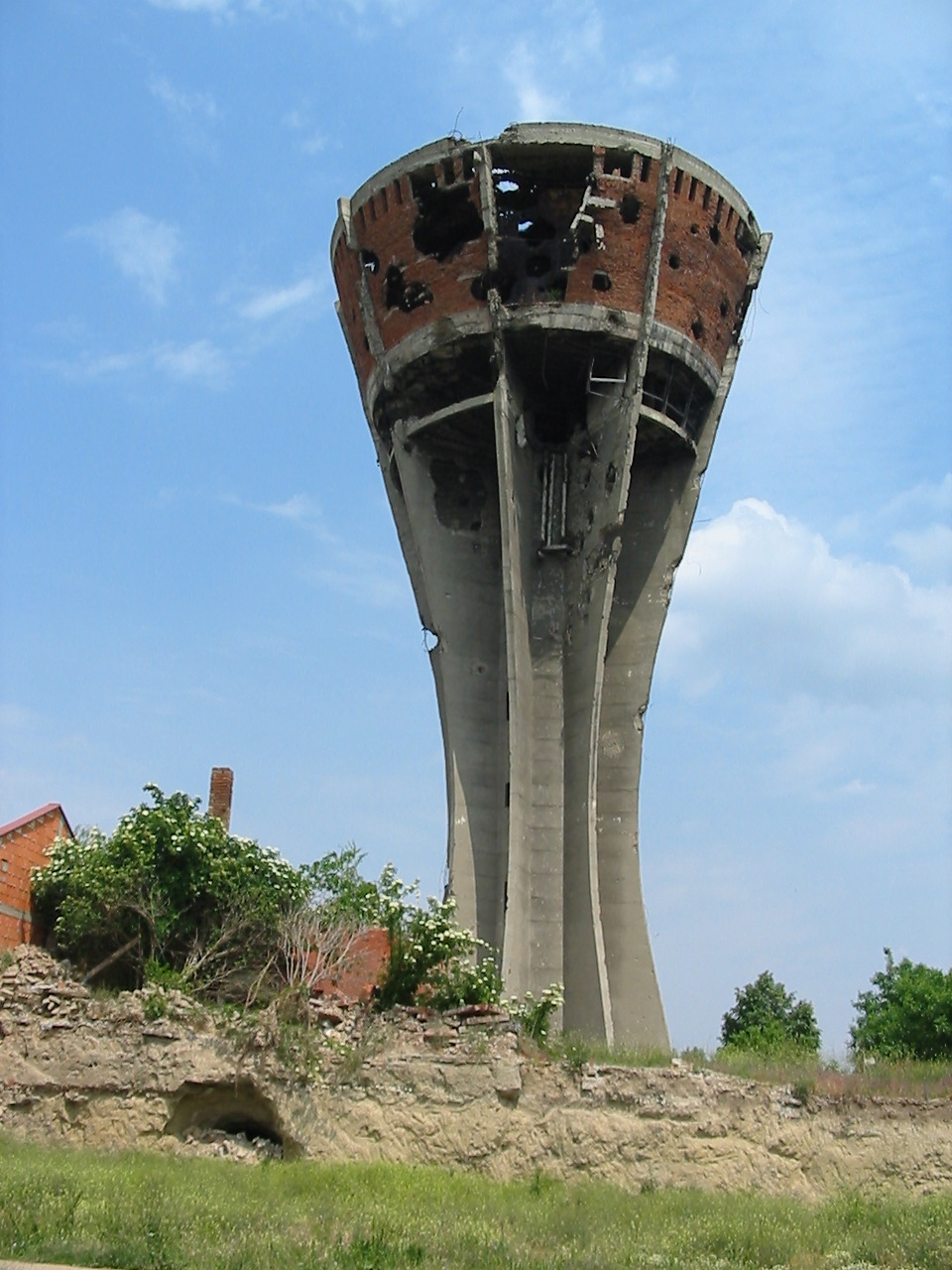
Serbatoio dell'acqua a Vukovar. Un simbolo della fase iniziale della guerra

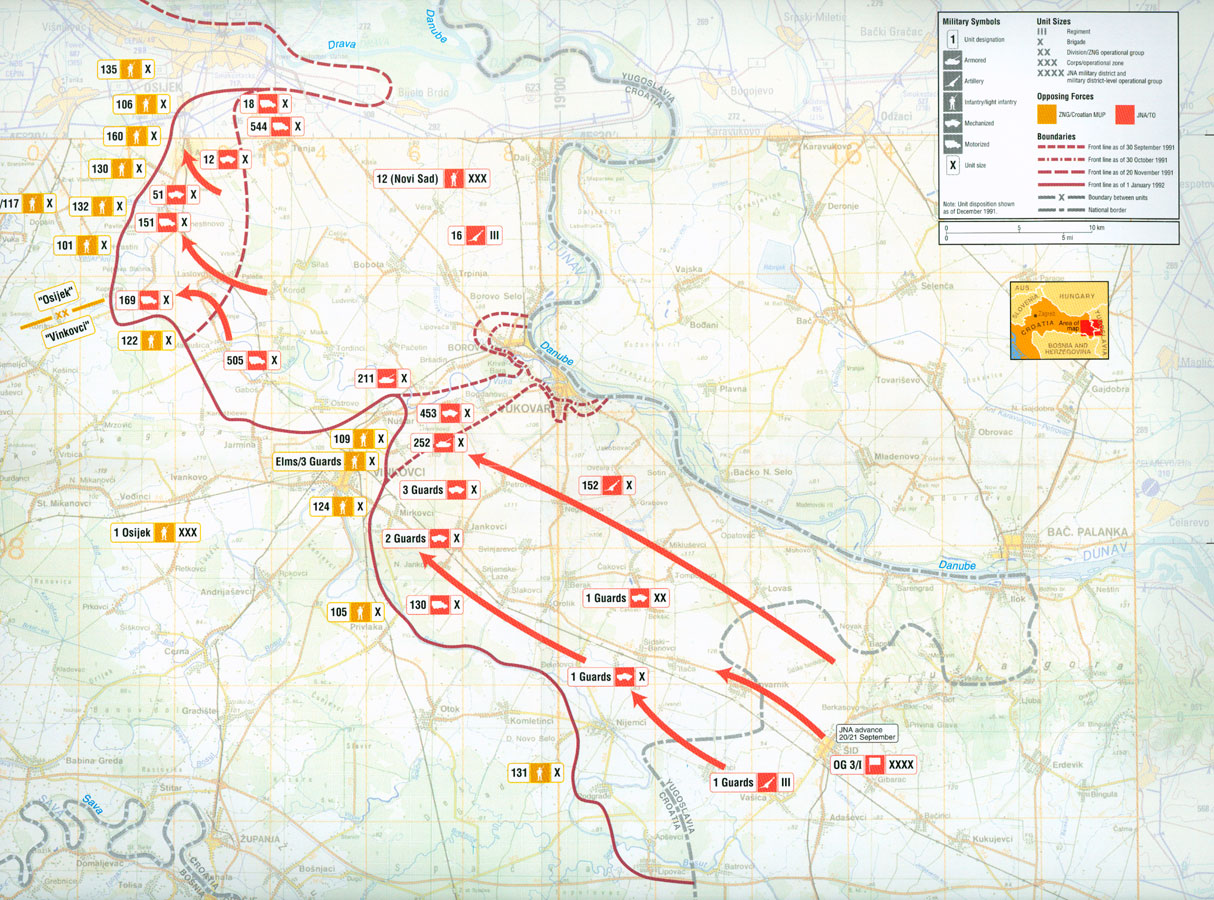
Offensiva della Armata popolare jugoslava (JNA) nella Slavonia orientale

Nel mese di luglio, in un tentativo di salvare quanto rimaneva della Jugoslavia, le forze della JNA vennero coinvolte in operazioni in aree a predominanza croata. Nello stesso mese, le forze di difesa territoriali a guida serba iniziarono la loro avanzata verso le coste della Dalmazia con l'Operazione Coast-91. Per i primi di agosto, larghe parti della Banovina finirono sotto il controllo delle forze serbe.
Con l'inizio delle operazioni militari in Croazia, i soldati di leva croati e un certo numero di serbi, cominciarono a disertare in massa l'Armata Popolare Jugoslava, in modo simile a quanto accaduto durante il conflitto in Slovenia. Albanesi e Macedoni iniziarono a cercare mezzi legali per lasciare l'esercito federale o svolgere il servizio militare obbligatorio in Macedonia; questi comportamenti omogeneizzarono ulteriormente la composizione etnica delle truppe JNA che stazionavano ai confini e nella Croazia.
Un mese dopo la dichiarazione di indipendenza della Croazia, l'esercito jugoslavo e altre forze serbe avevano il controllo di poco meno di un terzo del territorio croato, per la maggior parte aree con una popolazione di etnia serba predominante. Le forze jugoslave e serbe erano superiori per equipaggiamenti e armi. La loro strategia in parte consisteva nel cannoneggiamento intensivo, talvolta senza tenere conto della presenza di civili. Con il procedere della guerra, le città di Ragusa, Gospić, Sebenico, Zara, Karlovac, Sisak, Slavonski Brod, Osijek, Vinkovci e Vukovar finirono sotto attacco della forze jugoslave. Le Nazioni unite (UN) imposero un embargo sulle armi; ciò non ebbe effetti significativi sulle forze serbe supportate dalla JNA, in quanto avevano gli arsenali federali a loro disposizione, ma l'embargo causò seri problemi al neo costituito esercito croato e il governo della Croazia avviò un contrabbando di armi attraverso le sue frontiere.
Nell'agosto 1991, la città di confine di Vukovar finì sotto attacco e iniziò la Battaglia di Vukovar.
La Slavonia orientale fu fortemente impattata dal conflitto in questo periodo a cominciare dal massacro di Dalj dell'agosto 1991; il fronte si delineò intorno a Osijek e Vinkovci in parallelo con l'accerchiamento di Vukovar.
Nel settembre, le truppe serbe accerchiarono completamente la città di Vukovar. Le forze croate, compreso la 204ma Brigata Vukovar, si trincerarono in città e mantennero le posizioni contro le unità corazzate e meccanizzate di élite della JNA, e contro le unità paramilitari serbe. Alcuni civili di etnia croata avevano trovato riparo all'interno della città. Altri membri della popolazione civile abbandonarono la zona in massa. Il numero stimato delle vittime causate dall'assedio di Vukovar oscilla tra le 1798 e 5000 persone. Ulteriori 22 000 furono costretti ad abbandonare la città immediatamente dopo che venne catturata.
A Gospić, nella sola notte tra il 16 e 17 ottobre 1991, 150 civili serbi, tra cui 48 donne, vennero deportati verso una località sconosciuta. Azioni del genere si ripercossero in altre città come monito per i serbi a lasciare la Croazia. A Sisak furono giustiziati circa 100 civili serbi, a Osijek ne morirono circa un centinaio. Anche a Zagabria vennero prelevati con la forza circa 280 civili serbi, poi condotti a Pakrac e giustiziati.
Nel dicembre 1991, dopo una serie di "cessate il fuoco" non rispettati, l'ONU dispiegò una forza di mantenimento della pace in alcune parti della Croazia detenute da serbi al fine di controllare il territorio ed imporre una tregua in attesa di una soluzione diplomatica.

### 1992

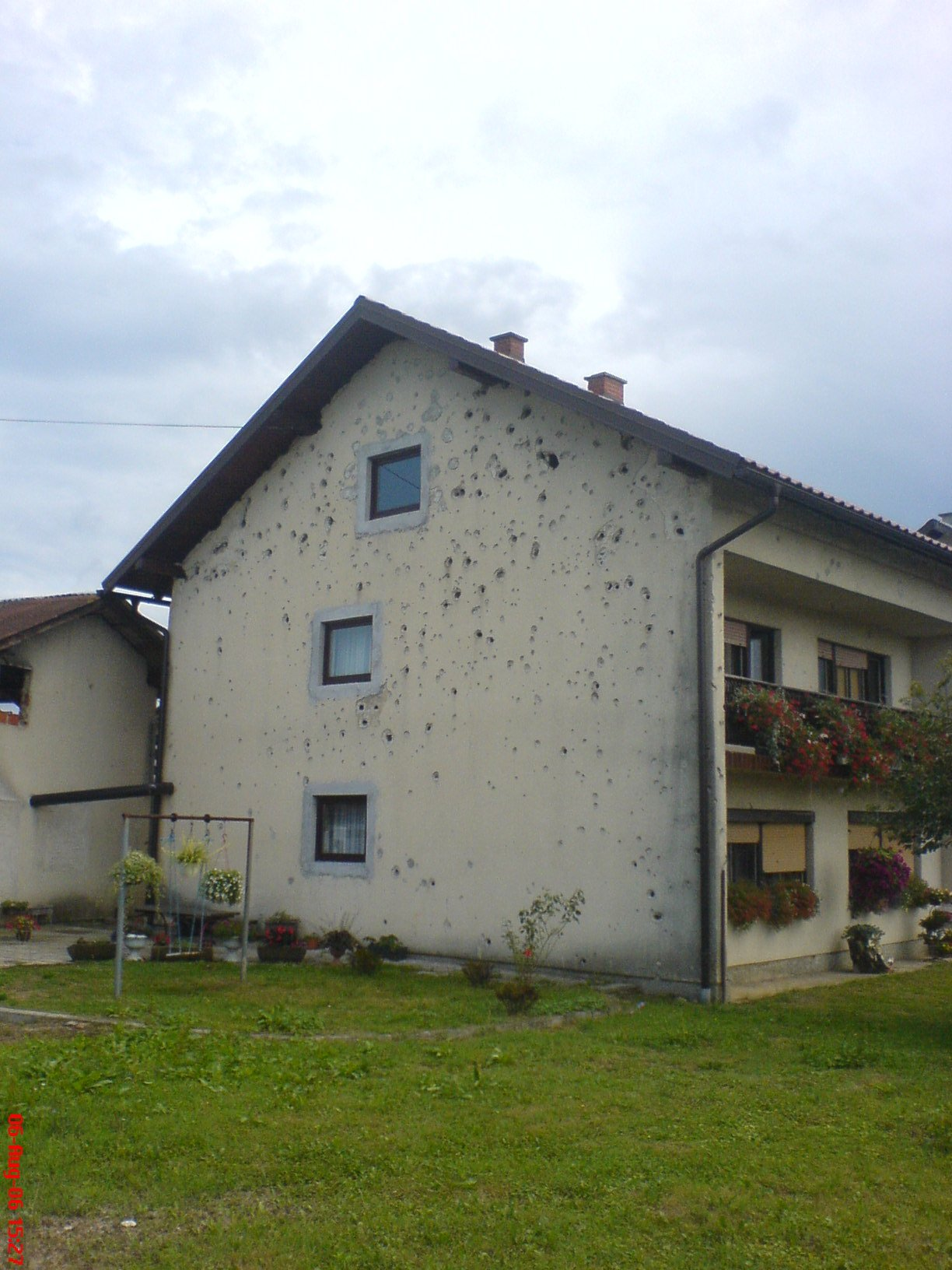
Bombardamento di Karlovac

Nel gennaio 1992 scattò il ventunesimo cessate il fuoco sotto l'egida delle Nazioni Unite, prontamente disatteso il 7 gennaio dello stesso anno da un pilota dell'Esercito Popolare Jugoslavo (JNA), Emir Šišić, che abbatté un elicottero della Comunità europea in volo da Belgrado alla Croazia senza preavviso e senza motivazione; un secondo elicottero atterrò immediatamente per scampare all'attacco. In tale occasione, l'eccidio di Podrute, morirono cinque osservatori dei quali quattro italiani ed un francese.
La Comunità europea intanto riconobbe la Croazia il 15 gennaio 1992, determinando la ritirata dello JNA dallo Stato, con la promessa però fatta ai serbi di Krajina di intervenire militarmente in caso di loro pericolo. Il mandato dell'UNPROFOR fu presto esteso a una zona che comprendeva gran parte della Krajina che non era stata inclusa nel primo accordo e la Croazia divenne membro delle Nazioni Unite il 22 maggio 1992. Nonostante ciò, la Repubblica Serba di Krajina mantenne le sue posizioni militari.
Il conflitto in Croazia continuò, ma con un'intensità più debole. Le forze armate croate eseguirono varie operazioni di piccole dimensioni che non furono fermate dalla presenza delle forze delle Nazioni Unite. Tali operazioni furono:
- Operazione "Oktos-10", 31 ottobre - 4 novembre 1992.
- Attacco all'altopiano di Miljevac.
- Presso Ragusa furono eseguite le seguenti azioni:
  - operazione Tigre, 1º luglio - 13 luglio 1992;
  - a Canali dal 20 al 24 settembre 1992;
  - a Vlaštica dal 22 al 25 settembre 1992.
- Le colline "Krizevci" vicino a Bibigne e Zara.

Come ritorsione per queste azioni, la Repubblica Serba di Bosnia ed Erzegovina bombardò alcune postazioni croate in Slavonia.

### 1993
L'operazione Medak Pocket (sacca di Medack) fu completata nel settembre 1993, quando le forze croate attaccarono la piccola e montagnosa regione di Lika, provocando un incidente internazionale. Furono uccise 88 persone, fra cui molti vecchi e donne.
In questa incursione sul territorio serbo nessun militare croato rimase ferito, mentre i villaggi di Divoselo, Čitluk e Počitelj furono rasi al suolo. Dopo la cessazione delle ostilità venne firmato un nuovo accordo che portava la sacca di Medack sotto il pieno controllo delle Nazioni Unite. Mentre l'ONU occupava territorio in questione, un reparto canadese ebbe uno scontro a fuoco con un nucleo di militari croati.
Dopo l'operazione Medak Pocket l'esercito croato non iniziò altre offensive per 12 mesi, rivolgendo piuttosto la sua attenzione alla Bosnia. Il Tribunale dell'Aja interrogò gli ufficiali croati Janko Bobetko, Rahim Ademi e Mirko Norac con l'accusa di crimini di guerra durante queste azioni.

### 1994

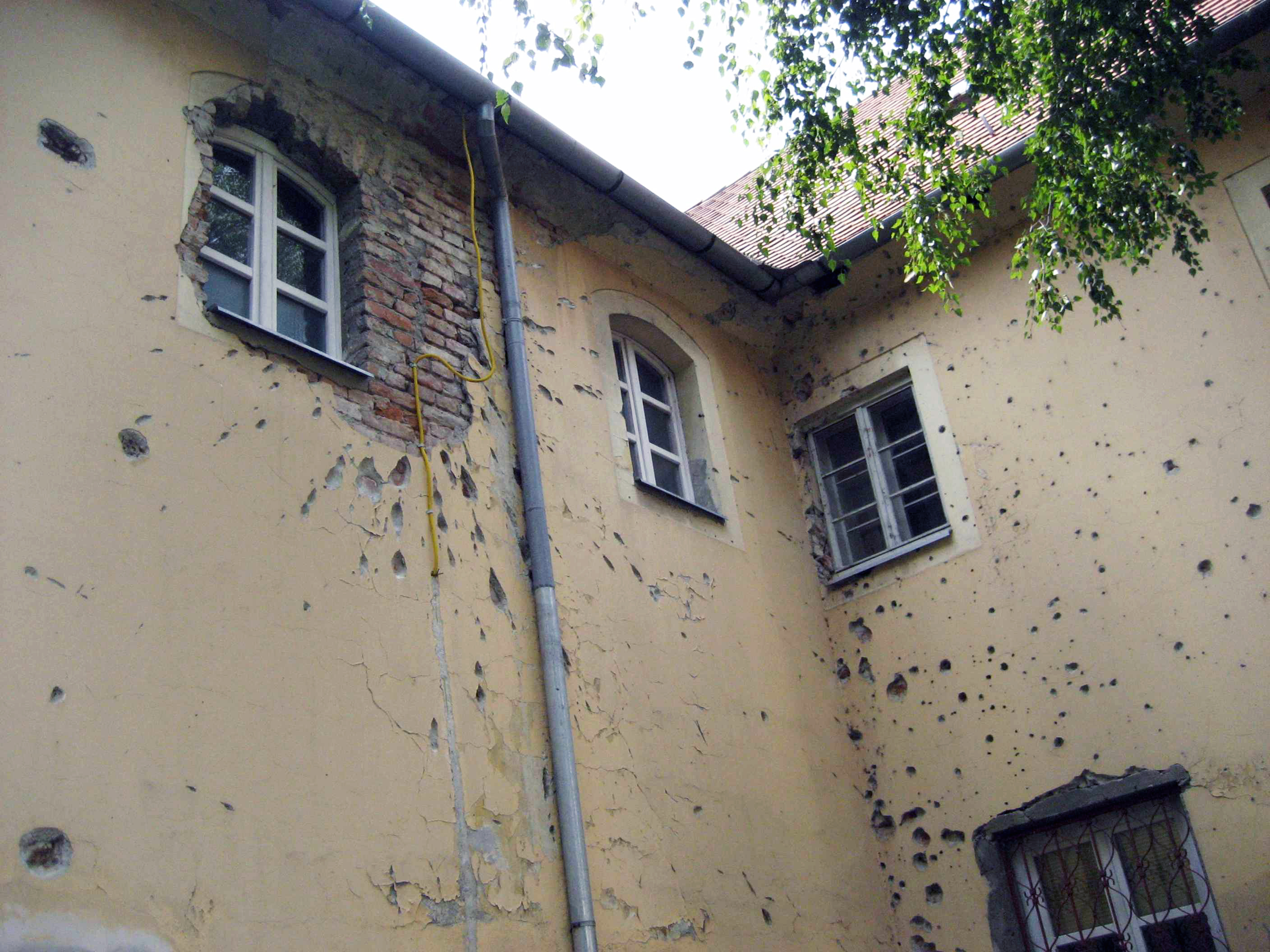
Bombardamento di Osijek.

Alija Izetbegović (presidente bosniaco) e Franjo Tuđman firmarono un accordo il 18 marzo a Washington relativo alla pacificazione e all'istituzione della Federazione Croato-Musulmana, dopo il conflitto croato-bosgnacco durato per più di un anno nell'Erzegovina croata e nelle enclavi croate in Bosnia. La Croazia siglò l'accordo in un'ottica di preparazione per la lotta contro i serbi (soprattutto in Croazia).
Nel marzo 1994 le autorità della Krajina firmarono un accordo di cessate il fuoco. Verso la fine dell'anno l'esercito croato era più volte intervenuto in Bosnia: dal 1º al 3 novembre in un'operazione vicino a Kupres e Cincar, e dal 29 novembre al 24 dicembre in un'operazione presso la Dinara di Livno. Queste operazioni avevano lo scopo di ridurre la pressione sull'enclave bosgnacca di Bihać e come approccio a nord di Tenin, capitale della Repubblica Serba di Krajina.
Durante questo periodo ci fu il fallimento dei negoziati tra i governi della Croazia e della Repubblica Serba di Krajina, nonostante l'ONU si fosse posto come mediatore.

### 1995

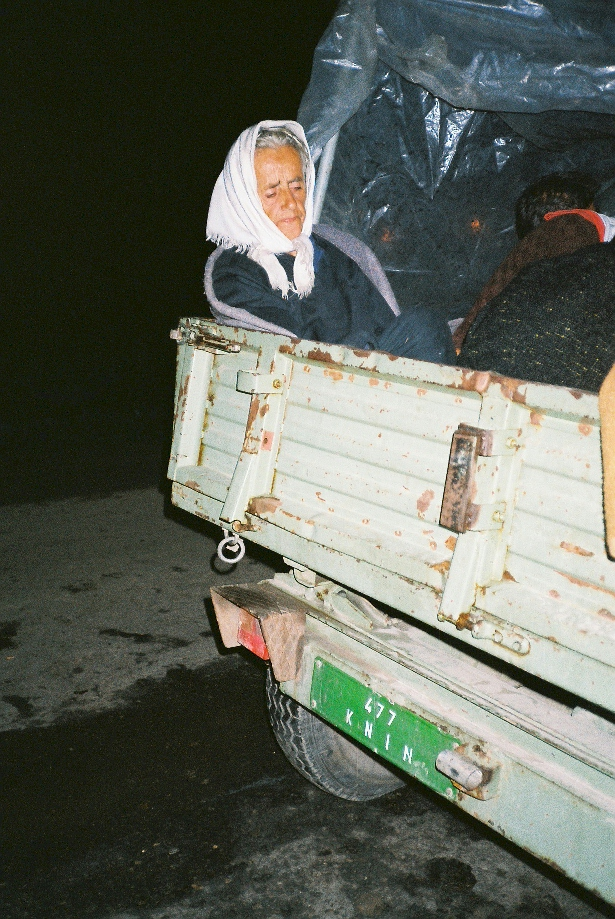
Profuga serba in fuga dalla Krajina.

Il 1º maggio 1995 iniziava l'operazione Lampo, conclusasi due giorni dopo.
Alle ore 5:30 i membri delle 3º e della 5ª brigata e quelle della polizia speciale croata da tre direzioni si diressero verso il territorio che era controllato dai serbi. Nel pomeriggio del 2 maggio, quasi tutti i serbi furono espulsi e costretti ad arrendersi a Pakrac, mentre il giorno dopo arrivò il cessate il fuoco. Tre mesi dopo le forze croate e bosniache unite occuparono le città di importanza strategica in Bosnia che erano state precedentemente controllate dai serbi di Bosnia: Glamoč, Grahovo e Drvar. Questo ridusse le linee di rifornimento dei serbi in Croazia e la città di Knin rimase assediata su tre lati. L'operazione Tempesta ebbe inizio la mattina del 4 agosto, verso le 5:05: gli aerei croati bombardarono i radar serbi sul monte Pljesevica, e poi iniziò un fuoco di artiglieria di massa su un fronte lungo 630 km.
La 4º e 7º brigate croate ruppero il fronte e catturarono Knin e il 5 agosto la maggior parte della Dalmazia. Al 6 agosto, le Brigate nere (unità speciali croate) avanzarono nel territorio intorno alla città di Slunj (a Nord dei laghi di Plitvice) progredendo fino al confine con la Bosnia ed Erzegovina, dove si incontrarono con le forze bosgnacche dell'Armata della Repubblica di Bosnia ed Erzegovina nella parte occidentale della Bosanska Krajina, dove erano stati conquistati 13 comuni serbi. La sera del 7 agosto, l'operazione è stata ufficialmente conclusa.

## Impatto e conseguenze

### Vittime e profughi

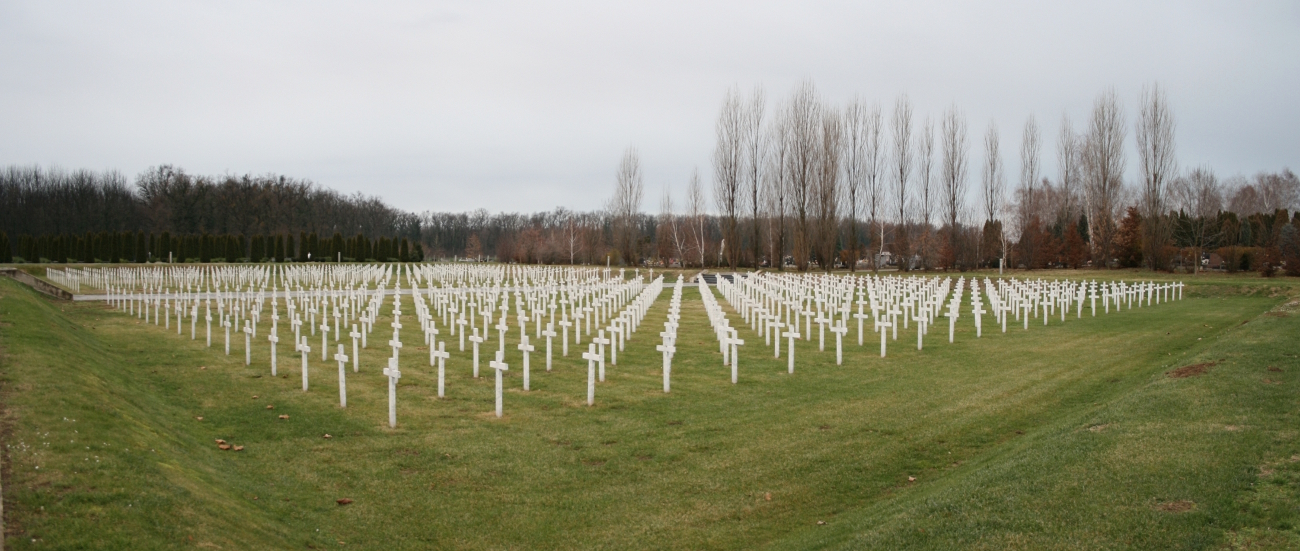
Cimitero di guerra contenente 938 tombe delle vittime dell'assedio di Vukovar

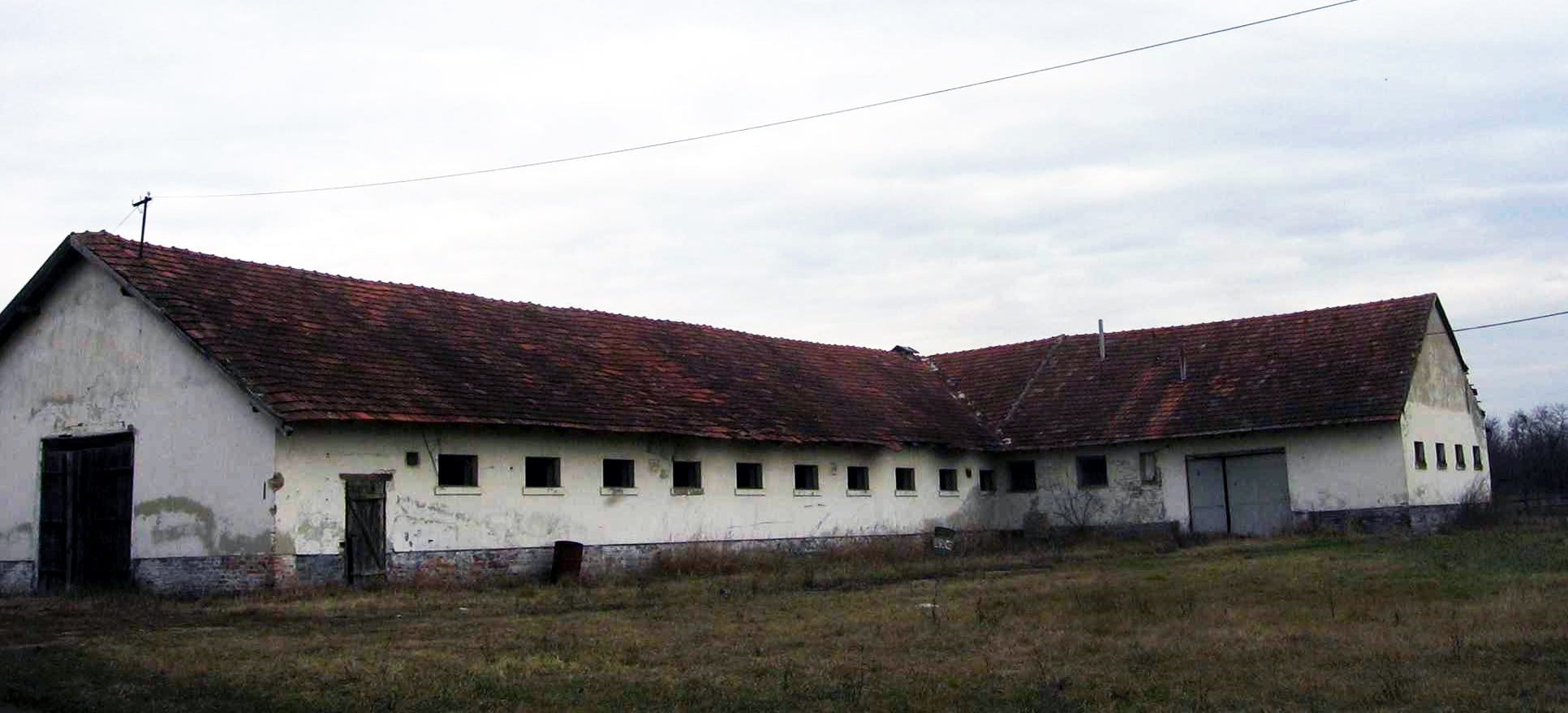
Il campo di prigionia di Stajićevo in Serbia raccolse prigionieri di guerra croati e semplici civili sorvegliati dalle autorità serbe

La maggior parte delle fonti stima il numero totale delle morti per entrambi gli schieramenti attorno a 20 000 A detta del capo della commissione croata per le persone disperse, il colonnello Ivan Grujić, la Croazia subì 12 000 morti o dispersi, inclusi 6 788 soldati e 4 508 civili. Goldstein accenna a 13 583 morti o dispersi croati. Al 2010, la Croazia contava ancora 1 997 persone disperse. Al 2009, c'erano più di 52 000 persone in Croazia classificate come disabili in seguito alla loro partecipazione al conflitto; Tale numero non include solamente le persone menomate dalle ferite, ma anche cittadini con problemi di salute cronici dovuti al conflitto, come diabete, cardiopatia e disturbo post traumatico da stress (quest'ultima malattia fu riscontrata nel 2010 in 32 000 persone).
In totale, la guerra causò 500 000 tra rifugiati e deportati, la maggior parte dei quali dovuta alle offensive dello JNA del 1991 e 1992. Dai 196 000 ai 221 000 o ai 247 000 (al 1993) croati ed altre persone non serbe vennero sfollate dalla Krajina o dalle zone limitrofe. L'Organizzazione per la sicurezza e la cooperazione in Europa (OSCE) nel 2006 sostenne che i deportati furono 221 000, 218 000 dei quali poi tornati nelle loro case. Dal 1991, circa 150 000 croati provenienti dalla Repubblica Serba di Bosnia ed Erzegovina hanno ottenuto la cittadinanza croata, molti in seguito ad espulsioni forzate come quella occorsa nel villaggio di Hrtkovci.
L'organizzazione non governativa veritàs, domiciliata a Belgrado, ha stilato una lista di 6 780 tra morti e dispersi della Krajina, di cui 4 324 militari e 2 344 civili. Gran parte di questi caddero uccisi o vennero dichiarati dispersi nel 1991 (2 442 persone) e nel 1995 (2 394 persone), con il numero di morti più elevato nella Dalmazia settentrionale (1 632 persone). Lo JNA ha ufficialmente riconosciuto di aver avuto 1 279 morti nel corso della guerra. Tale numero sembra però inferiore alla realtà, dato che molte morti non sono state registrate.
Secondo fonti serbe circa 120 000 serbi vennero deportati nel periodo 1991-1993 e 250 000 dopo l'operazione Tempesta. Molte fonti internazionali stimano il numero totale dei serbi deportati attorno a 300 000. Amnesty International ne cita per l'appunto 300 000 dal 1991 al 1995, 117 000 dei quali ufficialmente registrati e tornati a casa entro il 2005. Cifre simili si riscontrano anche nell'OSCE. Secondo l'UNHCR, nel 2008 erano ritornate in Croazia 125 000 persone, 55 000 delle quali per rimanervi stabilmente. Per fornire assistenza alle vittime della guerra, in Croazia sono sorte numerose associazioni non governative, la più importante delle quali è la HVIDRA.

### Danni e perdite
È stato stimato che buona parte del paese venne devastato, con una stima che valuta la distruzione dell'economia nazionale tra il 21 e il 25%. I danni alle infrastrutture sono valutati pari a 37 miliardi di dollari cui vanno sommate le perdite delle esportazioni e i costi collegati alla creazione di rifugiati. Il numero totale di morti tra le due parti è stato intorno alle 20 000 vittime, e si sono creati profughi e rifugiati da entrambe le fazioni: croati principalmente all'inizio della guerra e serbi per la maggior parte verso la fine. Sebbene molte persone siano poi rientrate nei luoghi originari e la Croazia e la Serbia abbiano cooperato in modo conciliante a tutti i livelli, alcune dispute permangono a causa dei verdetti del Tribunale Internazionale per i crimini nella ex-Jugoslavia e le citazioni in giudizio generate da ognuna delle parti nei confronti dell'altra.

### Crimini di guerra
Nel 2007, il Tribunale penale internazionale per l'ex-Jugoslavia (ICTY) ha emesso un verdetto di colpevolezza contro Milan Martić, uno dei leader serbi di Croazia, stabilendo che si era accordato con Slobodan Milošević e altri per creare «uno Stato serbo unificato». Nel 2011, l'ICTY ha stabilito che i generali croati Gotovina e Markač erano parte di un'organizzazione criminale tra militari e leader politici croati il cui scopo era espellere i serbi residenti nella regione della Krajina al di fuori della Croazia nell'agosto 1995 e ripopolare l'area con rifugiati di origine croata. Nel 2012 i due generali croati sono stati assolti nel processo d'appello dall'accusa di crimini di guerra.

## Ruolo della Serbia

### Durante la guerra

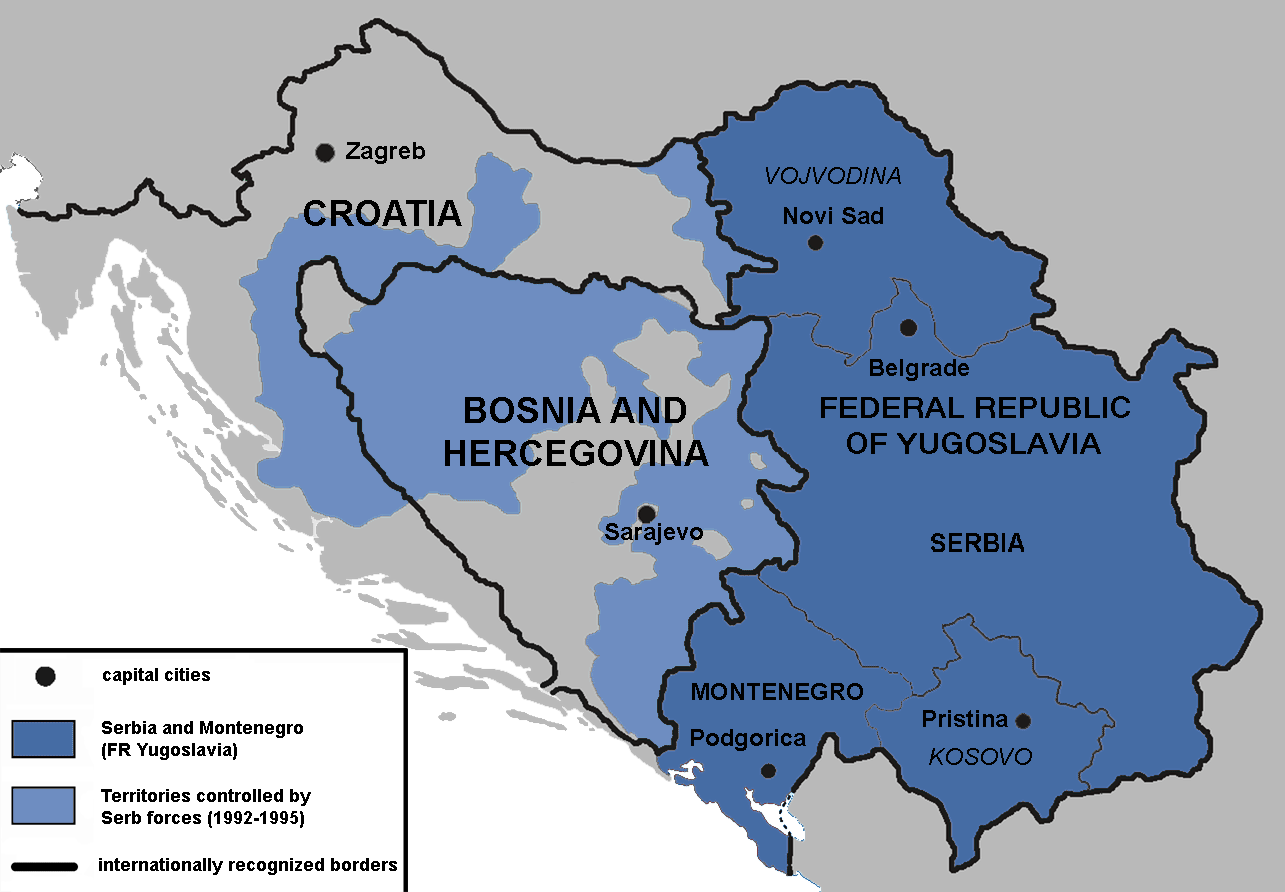
Territori controllati dalle forze serbe durante le guerre jugoslave. È largamente condivisa l'opinione che Milošević volesse creare una "Grande Serbia" unendo tutti i serbi dopo lo sfacelo della Jugoslavia.

Mentre Serbia e Croazia non si dichiararono mai guerra, la Serbia venne, direttamente ed indirettamente, coinvolta nel conflitto attraverso una serie di azioni determinate anche dal fatto che essa possedeva gran parte del materiale bellico dell'ex armata popolare jugoslava (JNA). A seguito dello sgretolarsi della Jugoslavia, la Serbia si trovò con una forte manodopera e venne collegata alla guerra dal fatto che uomini serbi erano presenti nell'ex presidenza jugoslava e al ministero della difesa. La Serbia supportò nei fatti varie unità paramilitari formate da volontari serbi desiderosi di combattere in Croazia. Nonostante non si verificarono scontri nel suolo serbo e montenegrino, il coinvolgimento di entrambi nella guerra d'indipendenza croata è evidente anche guardando ai campi di prigionia ospitati dai due stati, luoghi in cui vennero commessi vari crimini ai danni dei detenuti croati.
Il processo a Milošević tenuto dal Tribunale penale internazionale per l'ex-Jugoslavia (ICTY) ha rivelato la presenza di numerosi documenti attestanti il coinvolgimento di Belgrado nelle guerre in Croazia e Bosnia. Le prove esposte al processo hanno mostrato in maniera chiara come la Serbia e la Repubblica Federale di Jugoslavia finanziarono il prosieguo della guerra in Croazia, fornendo inoltre armi e materiali a sostegno dei serbi residenti in Bosnia e Croazia e dimostrando altresì la messa in funzione di strutture amministrative per perseguire tali scopi. È stato accertato che Belgrado contribuì, nel 1993 e in maniera segreta, a più del 90% delle entrate presenti nel bilancio della Repubblica Serba di Krajina, la cui banca nazionale servì come "distaccamento" della banca nazionale jugoslava, tanto che nel 1994 la moneta corrente jugoslava, della Krajina e della Repubblica Serba di Bosnia ed Erzegovina era la stessa (la manovra tra l'altro creò un'iperinflazione nella Jugoslavia). Altre prove hanno dimostrato che alcune branche del servizio contabile statale della Krajina vennero incamerate nel maggio 1991 nella controparte serba. Nel 1993 il Dipartimento di Stato degli Stati Uniti d'America riportò che dopo le operazioni a Maslenica e nella sacca di Medak le autorità serbe dispiegarono varie unità di volontari nei territori croati occupati dai serbi per continuare i combattimenti. Un segretario di Željko Ražnatović, militare serbo autore di numerosi crimini di guerra, testimoniò che il suo leader prelevava denaro direttamente dalle casse della polizia segreta di Milošević. L'influenza serba si estese anche alle negoziazioni tra Croazia e Krajina, con quest'ultimo paese che consultò spesso Milošević prima di prendere una decisione, compresa quella di siglare l'accordo di Erdut.
I mass media serbi vennero manipolati per infuocare il conflitto, inventandosi fatti o distorcendo informazioni per giustificare l'operato della Krajina o della JNA. Alcuni esempi sono la diffusione della notizia di civili serbi uccisi dalla polizia croata a Pakrac (eccidio mai avvenuto) e il divampare di incendi a Ragusa in seguito a bombardamenti di artiglieria JNA, mentre in realtà i fuochi erano conseguenza di gomme bruciate dagli stessi croati.

### Dopo la guerra

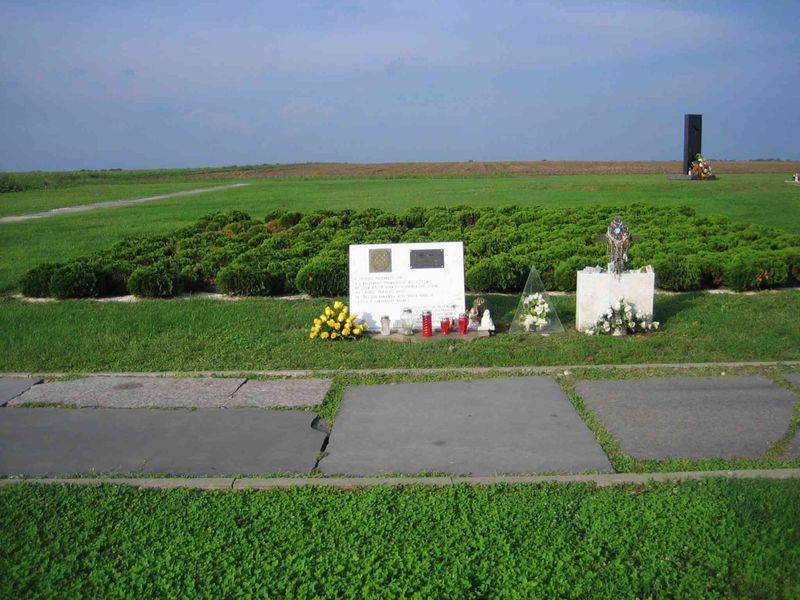
Il memoriale del massacro di Ovčara a Vukovar, dove il presidente serbo Boris Tadić ha presentato le scuse e il rammarico del proprio paese per l'accaduto

Dopo l'accordo di Erdut che mise fine alla guerra d'indipendenza croata nel 1995, lentamente le relazioni tra Serbia e Croazia migliorarono, con l'avvio di contatti diplomatici nel 1996. La Croazia sporse denuncia contro la Repubblica Federale di Jugoslavia il 2 luglio 1999 appellandosi all'articolo IX della Convenzione per la prevenzione e la repressione del delitto di genocidio. La fine della Repubblica Federale di Jugoslavia seguita da Serbia e Montenegro, a sua volta scomparsa a favore delle indipendenti Serbia e Montenegro, ha identificato la Serbia come "erede" ufficiale della Jugoslavia, e come tale dovette difendersi dalle accuse della Croazia portate avanti dall'avvocato statunitense David B. Rivkin. La Serbia, a sua volta, accusò di genocidio la Croazia il 4 gennaio 2010 denunciando scomparse, uccisioni, deportazioni ed azioni militari illegali, in piena prosecuzione dei genocidi in Jugoslavia durante la seconda guerra mondiale perpetrati dallo Stato Indipendente di Croazia.
Nel 2010 i rapporti tra i due stati migliorarono grazie ad un accordo su come gestire i vecchi campi di concentramento, alla visita del presidente croato Ivo Josipović a Belgrado e alla visita del presidente serbo Boris Tadić a Zagabria e Vukovar. Proprio Tadić, nel corso del suo viaggio, espresse le scuse e il rammarico di tutto il suo paese per gli scontri degli anni precedenti, mentre Josipović auspicò, presso il monumento a ricordo del massacro di Ovčara, che nessun crimine debba rimanere impunito.

## Ruolo della comunità internazionale
Il conflitto si sviluppò quando l'attenzione mondiale era incentrata nella guerra del Golfo in Iraq e nel crescente prezzo del petrolio, fenomeno accompagnato da una flessione della crescita economica mondiale. Allo stesso tempo crebbero nell'Occidente le correnti nazionaliste e in Russia prese sempre più piede la politica del laissez-faire. Nel 1989 la comunità internazionale assunse un atteggiamento amichevole verso il governo jugoslavo, con l'ONU che impose un embargo di armi a tutte le repubbliche separatiste jugoslave.
Alla fine del 1991 il riconoscimento di Slovenia e Croazia, e di conseguenza lo status della Repubblica Socialista Federale di Jugoslavia, diventò, per gli Stati di tutto il mondo, una questione delicata. Stati di recente formazione come Lituania, Lettonia e Ucraina riconobbero l'indipendenza di Slovenia e Croazia, che a loro volta si erano riconosciuti l'un l'altro (la Città del Vaticano riconobbe poi la sola Croazia cattolica). L'Islanda, il primo paese occidentale a riconoscere i due ex stati jugoslavi, si aggiunse ai Paesi Baltici il 19 dicembre 1991. A seguire, tra il 19 ed il 23 dicembre, si accodarono Germania, Svezia e Italia, mentre l'Unione europea riconobbe le due repubbliche il 15 gennaio 1992.
Ecco riassunta la posizione di quattro tra i più influenti paesi del mondo:
- Regno Unito: il governo di John Major preferì mantenersi su posizioni neutrali.
- Stati Uniti: gli Stati Uniti di George H. W. Bush, come la Gran Bretagna, assunsero un atteggiamento neutrale, almeno fino alla fine del 1992, quando Bill Clinton succedette alla presidenza comportandosi in maniera opposta al suo predecessore.
- Germania: il governo di Helmut Kohl mostrò più interesse alla questione croata rispetto a Gran Bretagna e USA, e avrebbe potuto intraprendere azioni più significative se non fosse stato per l'enorme impegno che richiedeva la riunificazione tedesca.
- Russia: i paesi orientali, come ad esempio la Russia, erano vicini alla Serbia per motivi sia linguistici che culturali. La Russia fu restia a riconoscere l'indipendenza della Croazia,[190] ma non ebbe un ruolo attivo nell'incoraggiare l'espansione serba.

## Film e documentari
- (HR) Janko Baljak, Vukovar – Final Cut, B92, 2006. - Sull'assedio di Vukovar.
- (HR) Božidar Knežević, Oluja nad Krajinom, Factum, 2001. - Operazione Tempesta.
- (EN) Norma Percy, The Death of Yugoslavia, BBC, 3 settembre 1995. - Collasso della Jugoslavia.
- (EN) Srđa Pavlović, War for Peace, 2007. - Documentario montenegrino sull'assedio di Ragusa.[191]
- (HR) Jakov Sedlar, Hrvatska ljubavi moja, Spot Studio, 2006. URL consultato il 30 gennaio 2011. - Rapporti post-bellici tra la Croazia e il Tribunale penale internazionale per l'ex-Jugoslavia.
- (HR) Višnja Starešina, Zaustavljeni glas [Suspended voice], Interfilm, 2010. - Sull'assedio di Vukovar e la morte di Siniša Glavašević.
- (SR) Filip Švarm, Veran Matić, The Unit, B92, Vreme, 2006. URL consultato il 30 gennaio 2011. - Sull'unità paramilitare serba denominata "Berretti rossi".
- (SR) Danica Vučenić, Glave dole ruke na leđa, B92, ANEM, 2003. URL consultato il 30 gennaio 2011. - Sui campi di prigionia in Serbia.
- (EN) Élie Chouraqui, Harrison's Flowers, StudioCanal, France 2, Canal+, 2000.
- (HR) Vinko Brešan, Kako je poceo rat na mom otoku, 1996.